# Camino al Tagliamento
Camino al Tagliamento (friuli nyelven Cjamin dal Tiliment) település Olaszországban, Friuli-Venezia Giulia régióban, Udine megyében. Lakosainak száma 1544 fő (2023. január 1.). Camino al Tagliamento Codroipo, Morsano al Tagliamento, San Vito al Tagliamento és Varmo községekkel határos.

## Népesség
A település népességének változása:
| Lakosok száma | 1624 | 1614 | 1544 |
|               | 2017 | 2018 | 2023 |